# Championnat de Jordanie de football 1981
Navigation
Saison précédente Saison suivante
La saison 1981 du Championnat de Jordanie de football est la trente-troisième édition du championnat de première division en Jordanie. La compétition est disputée sous forme de poule unique où les dix meilleurs clubs du pays s'affrontent deux fois au cours de la saison, à domicile et à l'extérieur. En fin de saison, les deux derniers du classement sont relégués et remplacés par les deux meilleurs clubs de deuxième division.
C'est le club d'Al Ramtha SC qui remporte la compétition après avoir terminé en tête du classement, avec quatre points d'avance sur Al-Faisaly Club et cinq sur le tenant du titre, Al-Weehdat Club. C'est le tout premier titre de champion de Jordanie de l'histoire du club, qui rate le doublé en s'inclinant en finale de la Coupe de Jordanie, face à Al-Faisaly Club.

## Les clubs participants
| - Al-Weehdat Club - Al Ramtha SC - Al Hussein Irbid - Al-Ahli Amman - Amman SC | - Al Jazira Amman - Al-Faisaly Club - Al-Jeel SC - Ain Karem SC - Promu de D2 - Orthodoxy SC - Promu de D2 |

## Compétition

### Classement
Le barème utilisé pour établir le classement est le suivant :
- Victoire : 2 points
- Match nul : 1 point
- Défaite : 0 point

| Rang | Équipe           | Pts | J  | G  | N | P  | Bp | Bc | Diff |
| ---- | ---------------- | --- | -- | -- | - | -- | -- | -- | ---- |
| 1    | Al Ramtha SC     | 30  | 18 | 13 | 4 | 1  | 47 | 5  | +42  |
| 2    | Al-Faisaly ClubC | 26  | 18 | 11 | 4 | 3  | 26 | 8  | +18  |
| 3    | Al-Weehdat ClubT | 25  | 18 | 10 | 5 | 3  | 24 | 15 | +9   |
| 4    | Al-Ahli Amman    | 22  | 18 | 9  | 4 | 5  | 21 | 12 | +9   |
| 5    | Al Jazira Amman  | 18  | 18 | 6  | 6 | 6  | 22 | 19 | +3   |
| 6    | Al Hussein Irbid | 16  | 18 | 6  | 4 | 8  | 22 | 26 | -4   |
| 7    | Amman SC         | 13  | 18 | 5  | 3 | 10 | 20 | 30 | -10  |
| 8    | Ain Karem SCP    | 11  | 18 | 3  | 5 | 10 | 13 | 28 | -15  |
| 9    | Orthodoxy SCP    | 11  | 18 | 4  | 3 | 11 | 16 | 36 | -20  |
| 10   | Al-Jeel SC       | 8   | 18 | 2  | 4 | 12 | 9  | 32 | -23  |

|  | Champion de Jordanie 1981              |
|  | Relégation directe en Premier Division |
|  | T : Tenant du titre                    |

### Matchs
| Résultats (▼dom., ►ext.) | Fai | Wee | Ram | Ahl | Jaz | Hus | Amm | Ort | Jee | Ain |
| Al-Faisaly Club          |     | 0-0 | 1-2 | 0-1 | 0-0 | 1-0 | 2-1 | 4-0 | 1-0 | 2-0 |
| Al-Weehdat Club          | 1-2 |     | 1-1 | 2-1 | 2-0 | 0-1 | 3-3 | 1-0 | 1-0 | 0-1 |
| Al Ramtha SC             | 0-0 | 0-0 |     | 3-0 | 1-0 | 6-1 | 0-1 | 1-0 | 5-0 | 0-0 |
| Al-Ahli Amman            | 0-2 | 0-0 | 0-2 |     | 2-1 | 2-1 | 3-2 | 3-2 | 2-0 | 1-0 |
| Al Jazira Amman          | 1-0 | 2-3 | 0-3 | 3-1 |     | 0-0 | 3-0 | 0-2 | 2-0 | 1-1 |
| Al Hussein Irbid         | 1-1 | 1-0 | 1-5 | 1-1 | 1-1 |     | 4-0 | 1-0 | 2-0 | 3-1 |
| Amman SC                 | 1-2 | 0-1 | 0-1 | 0-1 | 0-4 | 2-3 |     | 4-0 | 2-2 | 1-1 |
| Orthodoxy SC             | 0-3 | 2-3 | 0-7 | 1-2 | 2-2 | 2-1 | 0-1 |     | 2-2 | 0-0 |
| Al-Jeel SC               | 0-4 | 0-1 | 0-4 | 0-0 | 0-0 | 2-1 | 0-1 | 0-1 |     | 1-2 |
| Ain Karem SC             | 0-1 | 2-4 | 0-6 | 1-1 | 1-2 | 1-0 | 0-1 | 1-2 | 1-2 |     |

## Bilan de la saison
| Championnat de Jordanie de football 1981 |                          |
| Champion                                 | Al Ramtha SC (1er titre) |
| Coupes et trophées                       |                          |
| Vainqueur de la Coupe de Jordanie 1981   | Al-Faisaly Club          |
| Promotions et relégations                |                          |
| Promus en première division              | Al Buqa'a                |
| Promus en première division              | Al-Qadisiya SC           |
| Relégués en deuxième division            | Al-Jeel SC               |
| Relégués en deuxième division            | Orthodoxy SC             |